# Notzingen
Notzingen là thị trấn trong huyện Esslingen của bang Baden-Württemberg miền nam nước Đức.

## Địa lý
Notzingen nằm ở phía đông huyện Esslingen, trong thung lũng giữa Kirchheim unter Teck và Hochdorf. Thị trấn nằm cách thành phố Stuttgart 35 km về phía đông nam và cách thành phố Ulm 50 km.

### Các thị trấn lân cận
- Wernau (Neckar)
- Hochdorf (Plochingen)
- Rosswälden
- Schlierbach
- Kirchheim unter Teck

## Chính trị

### Chủ tịch thị trấn
- 1952 - 1987 Helmut Maier (độc lập)
- from 1987 Jochen Flogaus (độc lập)

### Hội đồng thị trấn
Kết quả của cuộc bầu cử địa phương ngày 13 tháng 6 năm 2004:
| CDU | 52,2% | -2,2 | 7 ghế | -1 |
| FWG | 27,1% | +1,6 | 4 ghế | +1 |
| SPD | 20,7% | +0,6 | 3 ghế | ±0 |

## Tôn giáo
- Tin lành: 1941
- Thiên chúa giáo: 815

### Giáo dục
- Notzingen có một trường tiểu học và ba trường mẫu giáo.